# Павел Орел
Павел Орел (11 жовтня 1988, Градець-Кралове) — чеський футбольний арбітр. Судить матчі в Першої чеської футбольній лізі з 2012 року. Арбітр ФІФА та УЄФА з 2016 року.

## Суддівська кар'єра
9 травня 2012 року Павел Орел відсудив свій перший матч Першої чеської футбольній лізі. Гра між «Словацко» та «Вікторія Жижков» закінчилася з рахунком 2–1. У цьому матчі арбітр показав 7 жовтих карток.
28 червня 2016 року Орел дебютував у єврокубках у матчі попереднього раунду Ліги Європи УЄФА між «Сент-Патрікс Атлетік» та «Женесс Еш». Матч завершився з рахунком 1–0.
Він відсудив свій перший міжнародний матч на рівні збірних 8 вересня 2019 року, коли Швейцарія перемогла з рахунком 4–0 Гібралтар.
Він також судить матчі у Юнацькій лізі УЄФА.